# Željeznička pruga Beograd – Bar
Željeznička pruga Beograd – Bar međunarodna je željeznička pruga koja prolazi teritorijem Srbije, Crne Gore te malim dijelom Bosne i Hercegovine. Ukupne je duljine 476 km, od toga u Srbiji 301 km, a u Crnoj Gori 175 km. Jedina je veza željezničkog sustava Albanije s ostatkom željeznica u Europi.

## Povijest
Već u drugoj polovini 19. stoljeća u Srbiji se javila ideja njena izlaska željeznicom na Jadransko more. U vremenu do kraja Prvog svjetskog rata, tu je težnju mogla ostvariti jedino preko teritorija Austro-Ugarske i Osmanskog Carstva. To je bilo nemoguće jer su obje ove države štitile svoje interese, a pogotovo imajući u vidu da su osim obale Jadranskog mora posjedovale i znatan dio teritorija u zaleđu. Početkom 20. stoljeća postojala je ideja o Transbalkanskoj pruzi za koju su osim Srbije i Crne Gore bile zainteresirane i Francuska, Italija i Rusija. Dugogodišnje usuglašavanje stavova, političke krize te Prvi svjetski rat odgodile su ovaj projekt. Između dva svjetska rata postojala je ideja Jadranske pruge koja bi povezala Crnu Goru s ostatkom države, ali niti ona nije ostvarena. Jedina veza s ostatkom države bila je pruga Nikšić – Bileća te Gabela – Zelenika, ali one nisu mogle zadovoljiti potrebe gospodarstva Crne Gore.
Nakon Drugoga svjetskog rata, u sklopu Prvoga petogodišnjeg plana (1947. – 1951.) pristupilo se elektrifikaciji i industrijalizaciji zemlje koja je predviđala i izgradnju željezničkih pruga. Rješenjem Privrednog savjeta Vlade FNRJ, od 20. kolovoza 1951., donesena je konačna odluka o izgradnji pruge. Poslovi projektiranja i izvođenja radova povjereni su Investicijskom odjelu Generalne direkcije Jugoslavenskih željeznica. U svibnju 1954. formirana je Glavna uprava za izgradnju pruge.

## Izgradnja
Odlukom iz 1951. utvrđena je konačna trasa pruge koja od Beograda do Resnika koristi postojeću prugu Beograd – Niš, gdje se odvaja i nastavlja kroz tunel Bela Reka, te dolinom rijeke Kolubare prema Valjevu te dalje dolinom rijeke Gradac. Prolaskom kroz brdski masiv Bukovi i tunelom "Drenovački kik" nastavlja dolinom rijeke Skrapež prema Kosjeriću i Požegi. Trasa dalje nastavlja dolinom rijeke Đetinje prema Zlatiboru te dolinama Crnog Rzava, Jablanice i Uvca prema Limu, Priboju i Bijelom Polju. Nakon prolaska dolinama Lima i Tare pruga nastavlja padinama Morače do Podgorice, a odatle prema Skadarskom jezeru i prema luci u Baru.
Izgradnja je započela 1952. na dionicama Resnik – Vreoci (38 km) i Titograd – Bar (52 km). Usporedno s njima 1953. započelo je probijanje tunela "Sozina". Prva dionica i tunel završeni su 1958., a druga dionica 1959. Tada su se pojavili prvi problemi s financiranjem izgradnje koji će pratiti svih 25 godina izgradnje. Izgradnja donjeg stroja cijele pruge bila je prekinuta već 1956., a 1959. obustavljaju se svi radovi i pristupa se konzervaciji. Odlukom Saveznog izvršnog vijeća SFRJ o nastavku gradnje 1961., umjesto republičkih izvršnih vijeća nositelji investicija postaju željeznička poduzeća dviju republika. Gradnja je nastavljena ali u bitno smanjenom obimu. U siječnju 1965. u Titovom Užicu održan je sastanak predsjednika svih općina i srezova užeg područja koje je gravitiralo pruzi, poslanika Skupština SFRJ, SR Crne Gore i SR Srbije te saveznog ministra za promet i veze. Odlučeno je da se trebaju osigurati sredstva za ubrzanje radova te njeno puštanje u promet krajem 1970. godine. Ubrzo je Skupština SFRJ donijela Zakon o sudjelovanju Federacije u financiranju radova. Po tom zakonu, Federacija je financirala izgradnju s tadašnjih 1.988,88 milijuna dinara, SR Srbija 192,84 a SR Crna Gora 156,75 milijuna dinara. Kao rok završetka određen je kraj 1972. Uz ova sredstva, osiguran je i zajam Međunarodne banke u Washingtonu u iznosu od 50 milijuna dolara. Ova sredstva su intenzivirala radove na pruzi, ali su zbog inflacije te prekoračenja cijena radova bila nedovoljna. Rok zadan ovim zakonom nije ispoštovan. Nedostatak sredstava nadoknađen je javnim zajmom u Srbiji a u Crnoj Gori kreditom Federacije. Posljednji radovi na pruzi napravljeni su 24. studenoga 1975. Pruga je puštena u promet 28. svibnja 1976. vlakom u kojem su bili i tadašnji predsjednik SFRJ Josip Broz Tito sa suprugom i pratnjom.
Izgradnja pruga normalnog kolosijeka (tako i ove) označio je kraj prometovanja i zatvaranje uskotračnih pruga. Tako je pruga Bar – Virpazar ukinuta 1959. (izgradnjom kolosjeka Podgorica - Bar). Nedugo nakon nje, zatvorena je pruga Podgorica – Donja Plavnica (1959.), te kasnije Uskoplje – Zelenika (1968.) i Nikšić – Bileća (1976.)
Iako ne postoje točni podatci o financiranju pruge, procjene se kreću od 211 do 450 milijuna američkih dolara po čemu je bila najskuplji infrastrukturni željeznički poduhvat u SFRJ.

## Odlike
Tehnički podatci o pruzi:
- duljina: 476 km
- kolosijeka: 1
- postaja: 54 (4 ranžirne, 3 rasporedne, po 2 pretovarne i terente te 34 putničko – teretne)
- mostova: 206 betonskih, 28 čeličnih ukupne duljine 14.593 m (najdulji most na Maloj rijeci (498 m), slijedi Ljuboviđa (450 m) te Uvac (380 m))
- tunela: 254 ukupne duljine od 114.437 m (Sozina 6170 m, Zlatibor (6160 m), Trebješica (5170 m), Goleš (4949 m), Ostravica (3131 m), Mojkovac (3243 m))
- minimalni polumjer: 300 m
- predviđene brzine (po projektu): između postaja od 75 – 120 km na sat, srednja komercijalna za ekspresne vlakove oko 63 km/h, za putničke oko 40 km/h, za teretne oko 27 km/h te sabirne oko 16 km/h
- osovinski pritisak: 22,5 t
- napon el. mreže: monofazni 25 kV, 50 Hz.

Pruga ima obilježja ravničarske i brdske pruge. Najveći usponi su 13 promila (od Beograda do Užica), 17 promila (od Užica do Priboja) te 25 promila (od Bijelog Polja do Podgorice). Najveća nadmorska visina pruge je u Kolašinu (1032 metra). Oko 44% pruge čine tzv. umjetni objekti.

## Važniji objekti
- Tunel Sozina najdulji je tunel ove pruge (6 170 m). Njegovo probijanje trajalo je od kraja 1952. do 1959., i to s obje njegove strane. U izgradnji ovog tunela korištena je tzv. američka metoda koja je podrazumijevala izbijanje i betoniranje u punom profilu.[8]
- Tunel Zlatibor (6 160 m) građen je punih devet godina (od 1961. do 1970.), ponajviše zbog nedostatka financijskih sredstava.[9]
- Tunel Goleš (4 949 m) čija je izgradnja počela 1969. također je probijan s obje strane. Zbog ogromnih količina vode koja se oslobađala prilikom probijanja, radovi su bili jako usporeni: elaborat je predviđao 3,3 metra izbijanja i betoniranja dnevno, a stvarno je bilo 1,53 metra izbijanja i 1,38 m betoniranja. U tunelu se nalazi granica između Srbije i Bosne i Hercegovine.[10]
- Tunel Mojkovac (3 243 m) bio je za izgradnju jedan od najtežih tunela na cijeloj pruzi. Dvije trećine tunela čini uspon od 11 promila, a ostatak tunela pad od 2,5 promila. Probijen je krajem 1970.[11]
- Most iznad Male rijeke dug je 498,8 metara, a visok 200 m. Čelični rešetkasti nosač položen je na šest stupova visine 8, 60, 136, 126, 42 i 2,5 metra, s rasponima od 81, 93, 150, 93 i 81 m.[12] Do 2001. godine, kada je izgrađen željeznički most preko rijeke Beipan u Kini, bio je ovo najviši željeznički most na svijetu.[13]

- Most Ljuboviđa duljine 450 m i visine oko 100 m premošćuje istoimenu rijeku kod Bijelog Polja. Noseću konstrukciju čini sedam otvora: četiri su spregnuta čelično-betonska konstrukcija, a tri čelična rešetkasta konstrukcija. Najveći otvor iznosi 126 m.[14]

## Promet
Procjene godišnjeg prometa na ovoj pruzi bile su od 6 do 7 milijuna tona robe te 19 milijuna putnika. Na cijeloj trasi pruge 1977. je prevezeno 3,198 tona robe, da bi već 1981. teretni promet narastao na 5,827 miljuna tona robe i 3,387 milijuna putnika. Godine 1985. zabilježen je robni promet od 6,9 milijuna tona robe i 4,8 milijuna putnika.
Prema podatcima crnogorskog Republičkog zavoda za statistiku, na teritoriju Crne Gore u vremenu od 1976. do 1992. zabilježen je sljedeći promet (temeljem prometa pet željezničkih postaja: Podgorice, Bara, Bijelog Polja, Kolašina i Mojkovca). Prve godine prometovanja (1976.) otpremljeno je 1 394 000 putnika te 1 661 000 tona robe. Godine 1980. dolazi do pada putničkog prometa, 1 158 000, ali je promet robe bio veći i iznosio je 2 554 000 tone. Već 1983. zabilježen je veći promet putnika (1 450 000) i robe (2 709 000 tona). Najveći je promet zabilježen 1987.: 1 910 000 putnika i 3 991 000 tona robe. Do pada prometa dolazi 1990. (1 634 000 putnika, 3 607 000 tona robe), te pogotovo 1992. (povećani promet od 1 845 000 putnika, smanjeni promet 2 635 000 tona robe).

## Pruga danas
Promet se i danas odvija ovom prugom, ali zbog njezinoga dugogodišnjeg neodržavanja, na određenim dionicama kroz Srbiju brzinama od 30 km/h. Na crnogorskom dijelu pruge najveće dopuštene brzine su od 50 do 80 km/h.

## Otmica u Štrpcima
Otmica u Štrpcima je ratni zločin od 27. veljače 1993. godine kada su pripadnici srpskih paravojnih postrojbi pod zapovjedništvom Milana Lukića oteli grupu putnika iz vlaka 671 na relaciji Beograd-Bar, a zatim ih likvidirali. Oteti putnici su 18 Bošnjaka i jedan Hrvat – Kaštelanin Tomo Buzov.

## Vanjske poveznice
|  | Zajednički poslužitelj ima još gradiva o temi Željeznička pruga Beograd – Bar |